# Maschinenkunst
Der Begriff Maschinenkunst reicht bis zum Beginn des 20. Jahrhunderts zurück und ist fest mit den russischen Konstruktivisten verbunden. Er stammt aus einer Zeit, die vom Wandel der Kunst hin zum Funktionalismus bestimmt war, der zukünftig den künstlerischen Horizont der Menschen formen sollte.
Die Formensprache wurde beeinflusst aus dem Futurismus und seiner Faszination von der Technik. Die Anfänge des Sozialismus und der kollektiven Wirtschaft brachten neben der forcierten Wirtschaftskraft auch technische Neuerungen, welche die Industrialisierung in Russland vollendeten, und den Menschen ein neues Weltbild vermittelten. Neue Formen der Wirtschaft und des Arbeitens entstanden.
In der Kunst wurde diese Entwicklung hauptsächlich mit Euphorie und einer neuen Art der Darstellung begrüßt, der Kunstschaffende wurde dabei nicht mehr nur Künstler, sondern auch als Ingenieur gesehen (Lissitzky).

## Vertreter
- Wladimir Jewgrafowitsch Tatlin („Die Kunst ist tot. Es lebe die neue Maschinenkunst Tatlins“)
- El Lissitzky
- Jean Tinguely